# Beverley Dunn
Pour les articles homonymes, voir Dunn.
Beverley « Bev » Dunn est une chef décoratrice australienne.

## Biographie
Après le lycée, Bev Dunn étudie l'économie à l'Université Macquarie à Sydney (Australie). Lorsque les studios de Village Roadshow s'installent sur la Gold Coast (Queensland), un de ses amis y travaille sur les décors. Elle quitte alors l'université et commence à travailler dans les studios, en commençant tout en bas de l'échelle, jusqu'à obtenir des responsabilités pour la série Animal Park,.
Elle est membre de l'Australian Production Designer Guild.

## Filmographie (sélection)
- 1996 : L'Île du docteur Moreau (The Island of Dr. Moreau) de John Frankenheimer
- 1999 : Anna et le Roi (Anna and the King) d'Andy Tennant
- 2001 : Moulin Rouge de Baz Luhrmann
- 2002 : Un Américain bien tranquille (The Quiet American) de Phillip Noyce
- 2002 : Star Wars, épisode II : L'Attaque des clones (Star Wars: Episode II – Attack of the Clones) de George Lucas
- 2005 : Star Wars, épisode III : La Revanche des Sith (Star Wars: Episode III – Revenge of the Sith) de George Lucas
- 2008 : Australia de Baz Luhrmann
- 2013 : Gatsby le Magnifique (The Great Gatsby) de Baz Luhrmann

## Distinctions

### Récompenses
- Oscars 2014 : Oscar des meilleurs décors pour Gatsby le Magnifique
- BAFTA 2014 : British Academy Film Award des meilleurs décors pour Gatsby le Magnifique

### Nominations
- Oscars 2023 : Oscar des meilleurs décors pour Elvis